# Operation Morgenröte 3
Irakische Invasion (1980)

Entegham – Kaman 99 – Chorramschahr – Sultan 10 – Scorch Sword – Abadan – Kafka – Ashkan – Morwarid – Dezful
Pattsituation (1981)

Tavakol – Susangerd – H-3
Iranische Offensiven zur Befreiung iranischen Territoriums (1981–82)

Samen-ol-A'emeh – Tariq al-Qods – Fath ol-Mobin – Beit ol-Moqaddas – Rückeroberung Chorramschahrs
Iranische Offensiven im Irak (1982–84)

Ramadan/1. Basra – Moslem Ibn Aqil – Muharram ol-Harram – Morgenröte 1 – Morgenröte 2 – Morgenröte 3 – Morgenröte 4 – Morgenröte 5/2. Basra – Kheibar/3. Basra – Kurdenaufstand – Morgenröte 6 – Morgenröte 7 – Hawizeh-Marschland
Iranische Offensiven im Irak (1985–87)

Badr/4. Basra – Morgenröte 8 – 1. al-Faw – Morgenröte 9 – Karbala 1 – Karbala 2 – Karbala 3 – Fath 1 – Karbala 4/5. Basra – Karbala 5/6. Basra – Karbala 6 – Karbala 7 – Karbala 8/7. Basra – Karbala 9 – Karbala10 – Nasr 4
Letztes Kriegsjahr (1988)

Beit ol-Moqaddas 2 – Anfal – Halabdscha – Zafar 7 – Tawakalna ala Allah – 2. al-Faw – Shining Sun – 40 Sterne – Mersad
Tankerkrieg

Earnest Will – Prime Chance – Eager Glacier – Nimble Archer – Praying Mantis
Internationale Vorfälle

Stark – Iran-Air-Flug 655
Die Operation Morgenröte 3 (persisch Valfajr 3; in englischer Literatur meist als Operation Dawn 3 übersetzt) war die schwerste Niederlage, welche die Islamische Republik Iran 1983 im Krieg gegen den Irak hinnehmen musste.
Etwa 150.000 iranische Soldaten nahmen an diesem Angriff teil, die von den irakischen Verteidigern, welche aus Schützengräben agierten, abgewehrt wurden.
Diese starteten einen Gegenangriff und eroberten Mehran.
Trotz der hohen Motivation der iranischen Truppen waren diese schlecht ausgebildet und nicht hinreichend ausgerüstet.